# Cândido Firmino de Mello-Leitão
Cândido Firmino de Mello-Leitão (Campina Grande, 17 juli 1886 – Rio de Janeiro, 14 december 1948) was een Braziliaans zoöloog, die voornamelijk gespecialiseerd was in de arachnologie van Zuid-Amerika. Hij publiceerde 198 papers over de taxonomie van spinachtigen (waaronder de hooiwagens, rolspinnen, zweepspinnen en zweepschorpioenen) en hun verspreiding op het Zuid-Amerikaanse continent.
Mello-Leitão was ook bezig met onderwijs en educatie. Hij schreef verscheidene tekstboeken en een aantal boeken over biogeografie, met betrekking tot de verspreiding van de spinnen in Zuid-Amerika.
Mello-Leitão ontving tijdens zijn leven vele prijzen omwille van zijn grote werk, maar er werd ook een prijs naar hem genoemd: de Mello-Leitão Award. Die prijs wordt uitgereikt door de Braziliaanse Academie voor Wetenschappen, waarvan Mello-Leitão zelf nog directeur was (van 1943 tot 1945).
- Gemeinsame Normdatei: 1074665279
- International Standard Name Identifier: 0000 0001 4042 3436
- Library of Congress Control Number: n87829604
- Système universitaire de documentation: 138872244
- Virtual International Authority File: 183930646
- WorldCat: E39PBJg8FmR3Cj6tQyqkrjPfbd